# Utaka

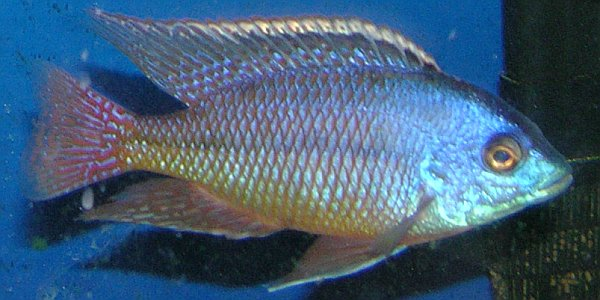
Protomelas taeniolatus, en av utaka-cikliderna i Malawisjön

Utaka är namnet på en grupp ciklider i Malawisjön vilka är större än mbunas och lever antingen i öppet vatten eller över öppnare och sandigare bottnar än de grunda klippbottnar där mbunas trivs. Namnet "utaka" kommer liksom "mbuna" från det lokala tongo-språket.
Utaka-cikliderna är generellt grå, bruna eller silverfärgade, i vissa fall med några ränder eller markeringar, undantagna revirhävdande och dominanta hanar vilka färgar ut i stor färgprakt, ofta med metallskimrande blå nyanser som kontrasteras med mättade gula, vita eller orange fält på huvud eller nacke samt vita eller gula markeringar i fenorna. Utakas är populära i akvariehandeln. Många av arternas handelsnamn kommer av denna färgprakt men många säljs under sitt vetenskapliga namn.
Alla Malawisjöns ciklider är munruvare. Utaka-cikliderna har något mer varierat ruvningsbeteende än mbunas men hos alla arterna är det honan som ruvar.
Utaka-arterna är inte riktigt lika vanliga i handeln som mbunas, främst för att de i många fall kräver större akvarier. I vissa fall, som Aulonocara-gruppen, har de ett mindre aggressivt beteende än mbunas.
Arterna är rovfiskar.